# Gerhard Segarelli
Gerhard Segarelli, född cirka 1240 i Parma, död 18 juli 1300 i Parma, var en italiensk religiös ledare.
Han var hantverkare. Han var ledare för Apostlabröderna, som var en radikal kristen grupp som han grundade 1260 efter att han nekats inträde i franciskanerorden. Segarelli brändes på bål av inkvisitionen år 1300 och efterträddes av Dolcino.